# (500590) 2012 UK100
(500590) 2012 UK100 es un asteroide perteneciente al cinturón de asteroides descubierto el 30 de agosto de 2011 por el equipo del Pan-STARRS desde el Observatorio de Haleakala, Hawái, Estados Unidos.

## Designación y nombre
Designado provisionalmente como 2012 UK100.

## Características orbitales
2012 UK100 está situado a una distancia media del Sol de 3,145 ua, pudiendo alejarse hasta 3,295 ua y acercarse hasta 2,995 ua. Su excentricidad es 0,047 y la inclinación orbital 2,994 grados. Emplea 2037,58 días en completar una órbita alrededor del Sol.

## Características físicas
La magnitud absoluta de 2012 UK100 es 16,5. 